# Iris danfordiae
Iris danfordiae är en irisväxtart som först beskrevs av John Gilbert Baker, och fick sitt nu gällande namn av Pierre Edmond Boissier. Iris danfordiae ingår i släktet irisar, och familjen irisväxter.
Artens utbredningsområde är Turkiet. Inga underarter finns listade i Catalogue of Life.

## Bildgalleri

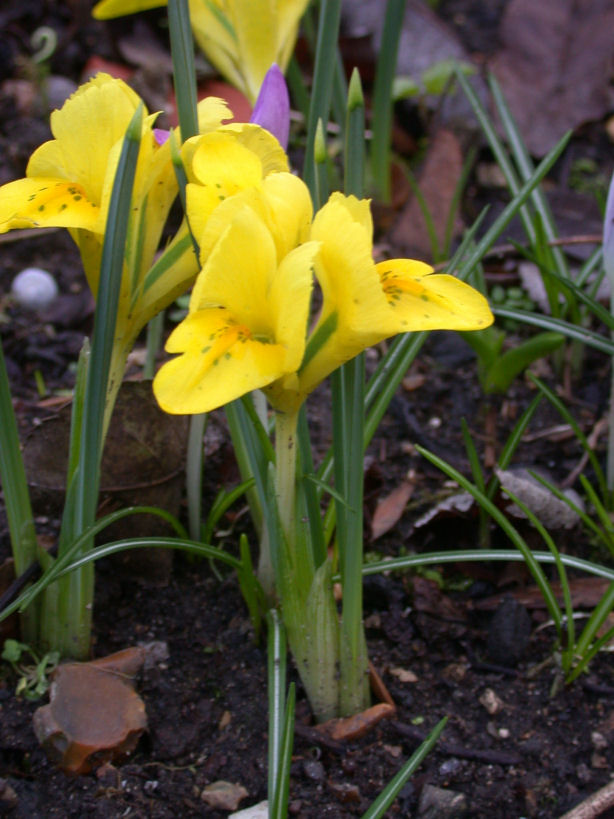
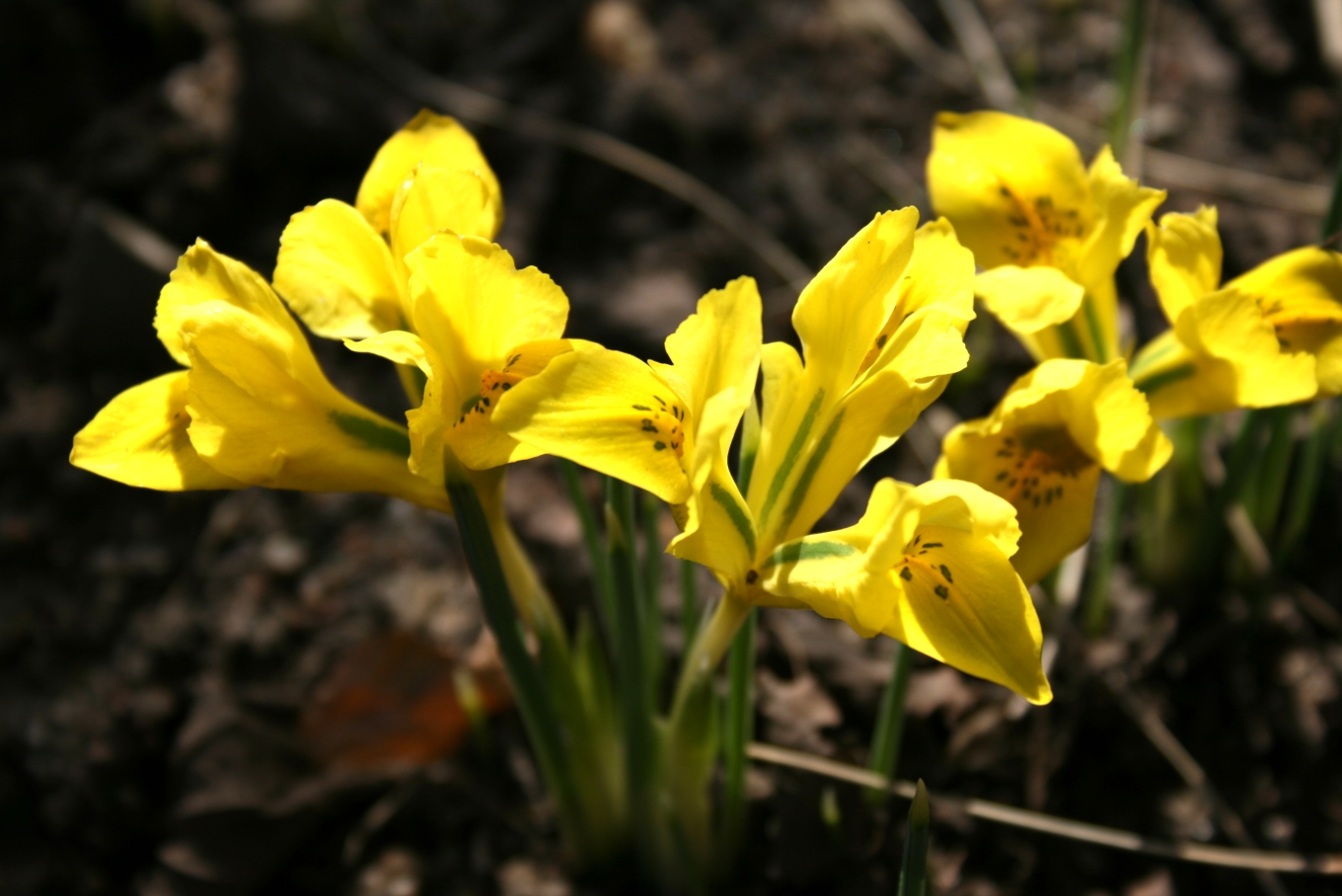
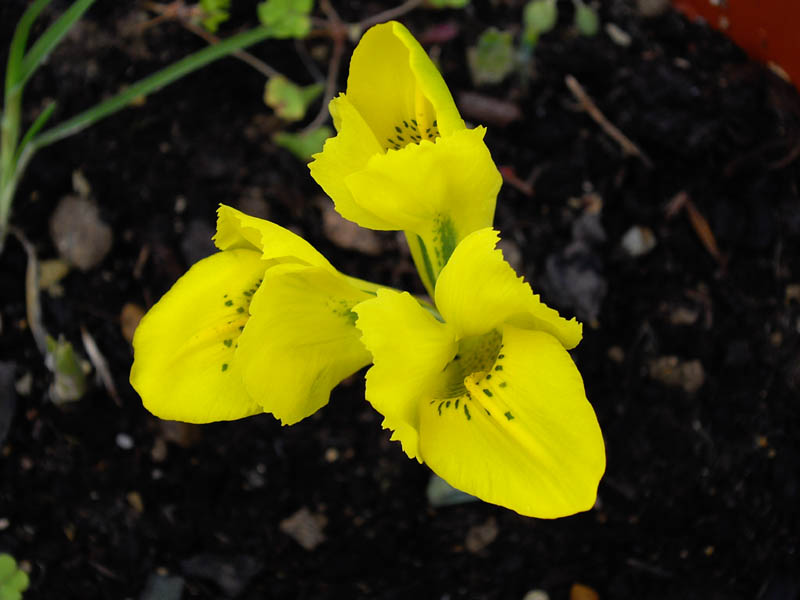
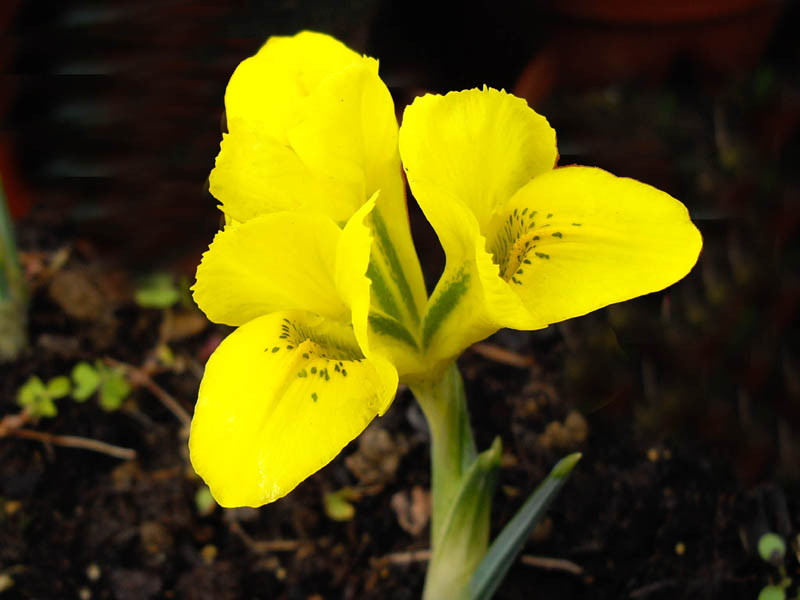
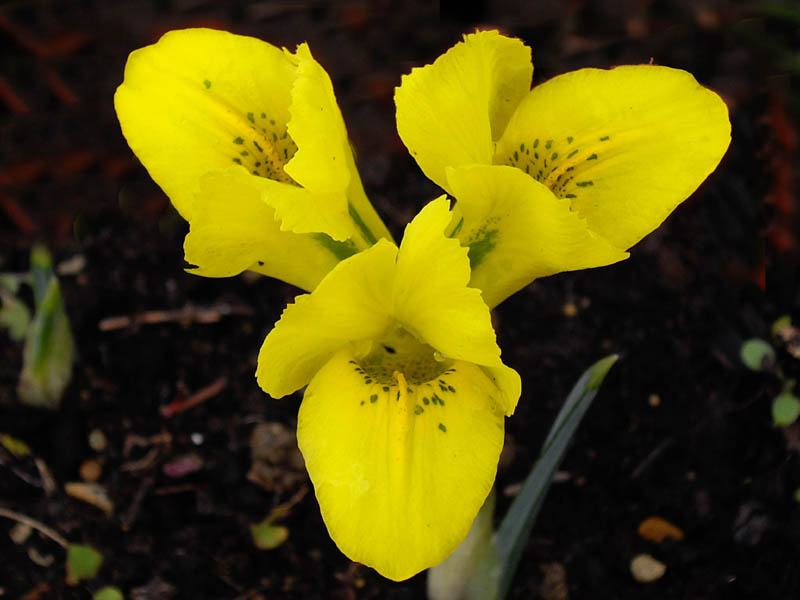
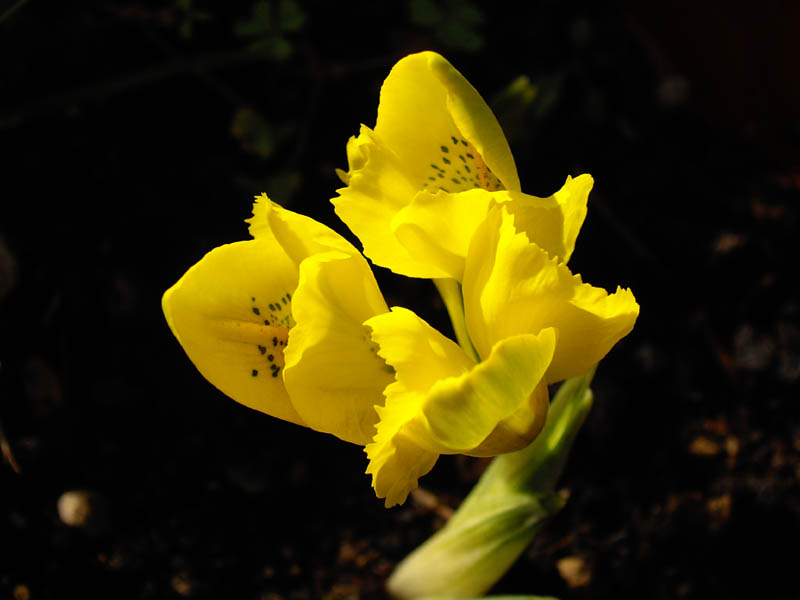